# Беломытцев, Андрей Александрович
Андрей Александрович Беломытцев (29 октября 1994, Москва, Россия) — российский футболист, полузащитник.

## Карьера
Начал заниматься футболом в возрасте шести лет в школе московского «Спартака», где играл в течение десяти лет. Первую половину 2011 года провёл без клуба, вторую половину отыграл в любительской команде «Олимп» Фрязино, где познакомился с президентом Артёмом Хачатуряном. Хачатурян вскоре основал клуб «Квазар», куда летом 2013 года перешёл Беломытцев. Через год оказался в клубе армянской премьер-лиги «Улисс», за который провёл 22 матча. Летом 2015 перешёл в другой клуб Хачатуряна — «Мику». Первую половину 2016 года провёл в качестве свободного агента, безуспешно ездил на просмотр в «Крумкачы», в июле подписал контракт с латвийским клубом «Даугавпилс».
Игрок любительских команд «Интер-Альфа» Москва (2017) «Росич» (2020—2023). С 2022 года игрок медиафутбольной команды ФК 10, капитан.
Тренер.